# ハルビン広播電視台
ハルビン広播電視台は、中華人民共和国の国営地方放送局。中国語名は「哈尔滨广播电视台」で、英語名は「Harbin Broadcast And Television Station」。日本のマスメディアでは「ハルビン放送」などとも呼ばれる。

## 沿革
- 1945年8月20日 - ラジオ放送開始、新聞放送本放送開始。
- 1981年 - テレビ放送開始、新聞頻道本放送開始。
- 1992年10月1日 - 経済放送本放送開始。
- 1995年1月26日 - 文藝放送本放送開始。
- 2003年11月28日 - 経済頻道本放送開始。
- 2003年12月1日 - 交通放送本放送開始。
- 2004年 - 音楽放送本放送開始。
- 2006年 - 城市の声本放送開始。
- 2013年11月12日 - 汽車放送本放送開始。
- 2015年3月2日 - 古典音楽放送本放送開始。

## 放送系統

### ラジオ放送
- 新聞放送
- 文藝放送
- 交通放送
- 音楽放送
- 経済放送
- 汽車放送
- 城市の声
- 古典音楽放送

### テレビ放送
- 新聞綜合頻道
- 影視頻道
- 生活頻道
- 経済頻道
- 娯楽頻道
- 天鵝購物頻道